# Špišić Bukovica
Špišić Bukovica (do roku 1981 Špišić-Bukovica, srbsky Шпишић Буковица, maďarsky Bakva) je vesnice a správní středisko stejnojmenné opčiny v Chorvatsku ve Viroviticko-podrávské župě. Nachází se asi 6 km severozápadně od Virovitice. V roce 2011 žilo ve Špišić Bukovici 1 686 obyvatel, v celé opčině pak 4 221 obyvatel.
Součástí opčiny je celkem sedm trvale obydlených vesnic.
- Bušetina – 815 obyvatel
- Lozan – 440 obyvatel
- Novi Antunovac – 101 obyvatel
- Okrugljača – 272 obyvatel
- Rogovac – 228 obyvatel
- Špišić Bukovica – 1 686 obyvatel
- Vukosavljevica – 679 obyvatel

Opčinou prochází státní silnice D2 a župní silnice Ž4003, Ž4006, Ž4007, Ž4008, Ž4012 a Ž4242.